# Charles Cooper (politicus)
Charles Fernandes Cooper (Curaçao, 28 mei 1963) is een Curaçaos politicus namens de MFK. Sinds 10 juni 2021 is hij minister van Verkeer, Vervoer en Ruimtelijke Planning. Deze post had hij eerder vervuld in het kabinet-Schotte.
Cooper studeerde chemische technologie aan het HTS in Breda. Hij haalde later zijn master chemical engineering. Na zijn afstuderen werkte hij bij de olieraffinage Isla op Curaçao.
Cooper begon in de jaren 1990 met zijn politieke loopbaan. In 2002 werd hij gedeputeerde van volksgezondheid en sociale ontwikkeling op Curaçao. Tussen 2003 en 2010 was Cooper politiek leider van Partido MAN. Na de voor deze partij teleurstellend verlopen eilandsraadraadverkiezingen in 2010 stapte hij op als politiek leider. Partido MAN haalde slechts 6531 stemmen en verloor 3 zetels. Cooper werd wel gedeputeerde van infrastructuur.
Na de opheffing van de Nederlandse Antillen op 10 oktober 2010 werd Cooper de eerste Curaçaose minister van Verkeer, Vervoer en Ruimtelijke Ontwikkeling van Curaçao. Cooper was een van de ministers die niet door de screening heen kwam. Aanvankelijk gebeurde er niets met deze screening, en kon Cooper minister blijven. Uiteindelijk leidde de continue discussie over de integriteit van verschillende ministers tot een politieke crisis, die de val van het kabinet-Schotte in 2012 tot gevolg had.
Bij de statenverkiezingen van 2012 was Cooper lijsttrekker voor Partido MAN. Hij werd gekozen als lid van de Staten van Curaçao. Na 20 jaar lid van Partido MAN te zijn geweest brak hij met de partij in 2016.